# بام بريستول برادي
بام بريستول برادي (بالإنجليزية: Pam Bristol Brady)‏ هي لاعبة كرة الريشة أمريكية، ولدت في 1953.